# Nestor Gianaclis Cigarettenfabrik
Die Nestor Gianaclis Cigaretten- und Tabakwarenfabrik war ein deutscher Tabakhersteller. Das Unternehmen wurde 1910 gegründet, brachte 1931 unter der Marke „Lord“ die erste nikotinarme Zigarette auf den Markt und ging 2002 im BAT-Konzern auf.

## Geschichte
Nestor Gianaclis war ein griechischer Tabakfabrikant aus Kairo, dessen Familie 1910 in Frankfurt am Main die Nestor Gianaclis GmbH mit dem Zweck Zigaretten in Deutschland zu produzieren gründete. Als Werbegrafiker wurde in den 1920er Jahren Max Bittrof engagiert, der Anzeigen im Stil der neuen Sachlichkeit entwarf und den Orientalismus zugunsten des Bildes eines modernen Menschen aufgab.
1980 war Nestor Gianaclis der neuntgrößte von damals zwölf Zigarettenherstellern in Deutschland.
Später lizenzierte Nestor Gianaclis die Marke „Lord“ an die Martin Brinkmann AG.
Die Nestor Gianaclis Cigarettenfabrik Gesellschaft mit beschränkter Haftung wurde 2002 nach mehreren Sitzverlegungen (zunächst nach Mainz, 1962 nach Wiesbaden, nach 1994 Bremen) auf die British American Tobacco Germany GmbH verschmolzen
Ab 1993 bestand zudem als hundertprozentige Tochtergesellschaft die Nestor Gianaclis Cigaretten- und Tabakwarenfabrik GmbH mit Sitz in Hofheim am Taunus, wo bis zum Jahr 2000 Zigaretten produziert wurden. Noch im Gründungsjahr wurde diese Tochtergesellschaft an eine niederländische Holding verkauft, 2009 erfolgte ein Management-Buy-out. 2010 wurde der Sitz nach Nordhorn verlegt, dann nach Stralsund, wo die Gesellschaft schließlich 2014 nach Aufhebung des 2012 eröffneten Insolvenzverfahrens gelöscht wurde.

## Produkte
Das bekannteste Erzeugnis war die Marke „Lord“. Nestor Gianaclis beantragte 1931 die Zulassung nikotinarmer Zigaretten und kreierte dafür anschließend die Marke „Lord Extra“ mit einem Nikotingehalt von 0,9 %.
Durch den weitestgehenden Verzicht auf Werbung und eine kleine Marge konnte das Unternehmen Zigaretten in den 1980er Jahren günstiger anbieten als die großen Tabakkonzerne, die Marke Darling wurde bei Edeka und bei Aldi (dort als No. 7) rund ein Viertel günstiger angeboten als die Produkte der Konkurrenz.